# Deutsche Leichtathletik-Meisterschaften 1982/Resultate
Der Hauptteil der Wettbewerbe bei den 82. Deutschen Leichtathletik-Meisterschaften wurde vom 23. bis 25. Juli 1982 im Olympiastadion München ausgetragen.
In der hier vorliegenden Auflistung werden die in den verschiedenen Wettbewerben jeweils ersten acht platzierten Leichtathletinnen und Leichtathleten aufgeführt.
Eine Übersicht mit den Medaillengewinnerinnen und -gewinnern sowie einigen Anmerkungen zu den Meisterschaften findet sich unter dem Link Deutsche Leichtathletik-Meisterschaften 1982.
Wie immer gab es zahlreiche Disziplinen, die zu anderen Terminen an anderen Orten stattfanden – in den folgenden Übersichten jeweils konkret benannt.

## Meisterschaftsresultate Männer

### 100 m
| Platz | Athlet, Verein                            | Zeit (s) |
| ----- | ----------------------------------------- | -------- |
| 1     | Christian Haas (LAC Quelle Fürth)         | 10,37    |
| 2     | Peter Klein (SV Salamander Kornwestheim)  | 10,49    |
| 3     | Christian Zirkelbach (LAC Quelle Fürth)   | 10,51    |
| 4     | Fritz Heer (TV Wattenscheid 01)           | 10,52    |
| 5     | Werner Bastians (TV Wattenscheid 01)      | 10,63    |
| 6     | Michael Schmidtmeier (TV Wattenscheid 01) | 10,64    |
| 7     | Rolf Kistner (TSV Neudorf)                | 10,67    |
| DNF   | Werner Zaske (TV Wattenscheid 01)         |          |

Datum: 23. Juli
Wind: −0,6 m/s

### 200 m
| Platz | Athlet, Verein                                  | Zeit (s) |
| ----- | ----------------------------------------------- | -------- |
| 1     | Erwin Skamrahl (SV Groß Ilsede)                 | 20,47 BR |
| 2     | Harald Schmid (TV Gelnhausen)                   | 20,78000 |
| 3     | Achim Piasetzki (LG Bayer Leverkusen)           | 20,85000 |
| 4     | Peter Klein (SV Salamander Kornwestheim)        | 20,86000 |
| 5     | Fritz Heer (TV Wattenscheid 01)                 | 20,87000 |
| 6     | Rolf Kistner (TSV Neudorf)                      | 21,03000 |
| 7     | Bernward Plenker (LAV Bayer Uerdingen/Dormagen) | 21,28000 |
| 8     | Karlheinz Weisenseel (LAC Quelle Fürth)         | 21,54000 |

Datum: 25. Juli
Mit seiner Siegerzeit von 20,47 s stellte Erwin Skamrahl einen neuen DLV-Rekord auf.
Wind: +0,7 m/s

### 400 m
| Platz | Athlet, Verein                         | Zeit (s) |
| ----- | -------------------------------------- | -------- |
| 1     | Erwin Skamrahl (SV Groß Ilsede)        | 45,09    |
| 2     | Hartmut Weber (OSC Thier Dortmund)     | 45,12    |
| 3     | Edgar Nakladal (OSC Berlin)            | 46,49    |
| 4     | Uwe Wegner (SV Union Groß-Ilsede)      | 46,61    |
| 5     | Martin Weppler (VfL Sindelfingen)      | 46,62    |
| 6     | Joachim Rabstein (LG Bayer Leverkusen) | 46,94    |
| 7     | Lothar Krieg (Eintracht Frankfurt)     | 47,03    |
| 8     | Jörg Vaihinger (OSC Thier Dortmund)    | 48,08    |

Datum: 24. Juli

### 800 m
| Platz | Athlet, Verein                      | Zeit (min) |
| ----- | ----------------------------------- | ---------- |
| 1     | Willi Wülbeck (TV Wattenscheid)     | 1:48,32    |
| 2     | Hans-Peter Ferner (MTV Ingolstadt)  | 1:48,48    |
| 3     | Dieter Riebe (LG Bayer Leverkusen)  | 1:49,34    |
| 4     | Heiko Ende (Polizei-SV Wuppertal)   | 1:49,34    |
| 5     | Ulrich Karck (TB Emmendingen)       | 1:49,41    |
| 6     | Matthias Assmann (VfB Stuttgart)    | 1:49,59    |
| 7     | Herbert Wursthorn (VfB Stuttgart)   | 1:50,04    |
| 8     | Thomas Wilking (OSC Thier Dortmund) | 1:50,58    |

Datum: 25. Juli
Willi Wülbeck konnte nach einer bislang für seine Verhältnisse schwachen Saison den späteren Überraschungseuropameister desselben Jahres Hans-Peter Ferner hier in Schach halten.

### 1500 m
| Platz | Athlet, Verein                        | Zeit (min) |
| ----- | ------------------------------------- | ---------- |
| 1     | Dr. Thomas Wessinghage (ASV Köln)     | 3:43,84    |
| 2     | Uwe Becker (VfL Wolfsburg)            | 3:43,87    |
| 3     | Jürgen Grothe (VfL Waiblingen)        | 3:44,83    |
| 4     | Michael Lederer (ASC Darmstadt)       | 3:45,00    |
| 5     | Hans Allmandinger (VfB Stuttgart)     | 3:45,53    |
| 6     | Klaus-Peter Nabein (LAC Quelle Fürth) | 3:45,55    |
| 7     | Reinhard Aechtle (TB Emmendingen)     | 3:45,73    |
| 8     | Harald Hudak (LG Bayer Leverkusen)    | 3:45,88    |

Datum: 24. Juli

### 5000 m
| Platz | Athlet, Verein                                         | Zeit (min) |
| ----- | ------------------------------------------------------ | ---------- |
| 1     | Dr. Thomas Wessinghage (ASV Köln)                      | 13:45,14   |
| 2     | Christoph Herle (LAC Quelle Fürth)                     | 13:49,30   |
| 3     | Peter Belger (LG Bayer Leverkusen)                     | 13:56,13   |
| 4     | Wolf-Dieter Poschmann (LG Jägermeister Bonn-Troisdorf) | 13:58,92   |
| 5     | Werner Grommisch (LAZ bellanett Rhede)                 | 14:02,57   |
| 6     | Rudi Hiller (VfL Sindelfingen)                         | 14:05,57   |
| 7     | Peter Horak (VfL Waiblingen)                           | 14:06,89   |
| 8     | Felix Blönnigen (Eintracht Frankfurt)                  | 14:11,28   |

Datum: 25. Juli

### 10.000 m
| Platz | Athlet, Verein                       | Zeit (min) |
| ----- | ------------------------------------ | ---------- |
| 1     | Hans-Jürgen Orthmann (VfL Wehbach)   | 28:47,15   |
| 2     | Michael Scheytt (VfL Sindelfingen)   | 28:48,00   |
| 3     | Michael Spöttel (LG Kreis Verden)    | 29:12,73   |
| 4     | Karl Fleschen (LG Bayer Leverkusen)  | 29:23,54   |
| 5     | Eberhard Weyel (TV Wattenscheid 01)  | 29:32,49   |
| 6     | Christian Collisy (Rot-Weiß Koblenz) | 29:33,69   |
| 7     | Ingo Sensburg (LG Süd Berlin)        | 29:34,26   |
| 8     | Jürgen Dächert (LG Frankfurt)        | 29:37,65   |

Datum: 23. Juli

### 25-km-Straßenlauf
| Platz | Athlet, Verein                                   | Zeit (h) |
| ----- | ------------------------------------------------ | -------- |
| 1     | Michael Spöttel (LG Kreis Verden)                | 1:16:20  |
| 2     | Hans-Jürgen Orthmann (VfL Wehbach)               | 1:17:33  |
| 3     | Reinhard Leibold (LAC Quelle Fürth)              | 1:17:44  |
| 4     | Jochen Schirmer (LG Jägermeister Bonn-Troisdorf) | 1:17:45  |
| 5     | Hans Pfisterer (MTG Mannheim)                    | 1:18:16  |
| 6     | Andreas Weniger (TSV 1860 München)               | 1:18:52  |
| 7     | Franz-Josef Weihrauch (ASC Darmstadt)            | 1:19:04  |
| 8     | Ingo Sensburg (LG Süd Berlin)                    | 1:19:42  |

Datum: 25. September
fand in Wesel statt

### 25-km-Straßenlauf, Mannschaftswertung
| Platz | Verein, Besetzung                                                                     | Zeit (h) |
| ----- | ------------------------------------------------------------------------------------- | -------- |
| 1     | TSG Oberursel (Peter Morawski, Joachim Wollek, Wolfgang Münzel)                       | 4:00:44  |
| 2     | LG Kreis Verden (Michael Spöttel, Jürgen Schulze, Luttmann)                           | 4:01:32  |
| 3     | LAC Quelle Fürth (Reinhard Leibold, Edmundo Warnke, Clemens Schneider-Strittmatter)   | 4:02:49  |
| 4     | SKV Eglosheim (Reiner Müller, Karlheinz Reichert, Michael Schweikle)                  | 4:03:43  |
| 5     | LG Frankfurt (Jürgen Dächert, Gustav Frischmann, Andreas Jost)                        | 4:06:12  |
| 6     | Preussen Krefeld (Peter Fliegen, Görtz, Büchner)                                      | 4:08:12  |
| 7     | LAV co op Dortmund (Peter Spahn, Hans-Walter Kreft, Walter Kaderhandt)                | 4:12:57  |
| 8     | LG Gut-Heil Neumünster/TSV Kronshagen (Bernd-Joachim Deters, Rüdiger Gruber, Stender) | 4:13:52  |

Datum: 25. September
fand in Wesel statt

### Marathon
| Platz | Athlet, Verein                                         | Zeit (h) |
| ----- | ------------------------------------------------------ | -------- |
| 1     | Ralf Salzmann (LG Frankfurt)                           | 2:18:45  |
| 2     | Udo Engelbrecht (PSV Grün-Weiß Kassel)                 | 2:19:31  |
| 3     | Andreas Weniger (TSV 1860 München)                     | 2:19:44  |
| 4     | Peter Spahn (LAV co op Dortmund)                       | 2:20:34  |
| 5     | Günter Zahn (LAC Quelle Fürth)                         | 2:22:48  |
| 6     | Reinhard Münzel (TSG Oberursel)                        | 2:23:51  |
| 7     | Rüdiger Gruber (LG Gut-Heil Neumünster/TSV Kronshagen) | 2:23:56  |
| 8     | Reinhard Leibold (LAC Quelle Fürth)                    | 2:24:04  |

Datum: 17. April
fand in Nürnberg statt

### Marathon, Mannschaftswertung
| Platz | Verein, Besetzung                                                                       | Zeit (h) |
| ----- | --------------------------------------------------------------------------------------- | -------- |
| 1     | LAC Quelle Fürth (Günter Zahn, Reinhard Leibold, Clemens Schneider-Strittmatter)        | 7:12:32  |
| 2     | LAV co op Dortmund (Peter Spahn, Reinhard Kowallek, Hans-Georg Kappe)                   | 7:21:16  |
| 3     | TSG Oberursel (Wolfgang Münzel, Peter Morawski, Klaus Orthen)                           | 7:21:26  |
| 4     | LG Gut-Heil Neumünster/TSV Kronshagen (Rüdiger Grube, Udo Philip, Bernd-Joachim Deters) | 7:23:48  |
| 5     | ESV München-Neuaubing (Robert Eiermann, Reinhard Bussmann, Josef Hermann)               | 7:29:15  |
| 6     | SKV Eglosheim (Reiner Müller, Georg Michler, Bernhard Syring)                           | 7:30:36  |
| 7     | TSV Buchenberg (Rudolf Holzberger, Peter Sponsel, Michael Wimmer)                       | 7:38:25  |
| 8     | LG Nürnberg (Manfred Träger, Klaus Fischer, Hartmut Haeber)                             | 7:39:33  |

Datum: 17. April
fand in Nürnberg statt

### 110 m Hürden
| Platz | Athlet, Verein                              | Zeit (s) |
| ----- | ------------------------------------------- | -------- |
| 1     | Karl-Werner Dönges (VfL Sindelfingen)       | 13,57 BR |
| 2     | Hans-Gerd Klein (LG Bayer Leverkusen)       | 13,94000 |
| 3     | Axel Schaumann (LG Kappelberg)              | 14,09000 |
| 4     | Dieter Gebhard (SV Salamander Kornwestheim) | 14,09000 |
| 5     | Jürgen Schoch (SV Salamander Kornwestheim)  | 14,11000 |
| 6     | Michael Neugebauer (MTG Mannheim)           | 14,33000 |
| 7     | Guido Kratschmer (USC Mainz)                | 14,39000 |
| 8     | Hans-Walter Schmitt (USC Mainz)             | 14,43000 |

Datum: 25. Juli
Karl-Werner Dönges verbesserte hier den DLV-Rekord auf 13,57 Sekunden.
Wind: +0,9 m/s

### 400 m Hürden
| Platz | Athlet, Verein                         | Zeit (s) |
| ----- | -------------------------------------- | -------- |
| 1     | Harald Schmid (TV Gelnhausen)          | 48,51    |
| 2     | Ralf Höhle (LG Süd Berlin)             | 50,16    |
| 3     | Wolfgang Richter (LG Bayer Leverkusen) | 50,19    |
| 4     | Axel Salander (LG Bayer Leverkusen)    | 50,32    |
| 5     | Thomas Bürkle (VfL Sindelfingen)       | 51,42    |
| 6     | Frank Czioska (USC Mainz)              | 51,58    |
| 7     | Rolf Dresen (TuS Ahrweiler)            | 51,80    |
| 8     | Mario Harnack (ASV Köln)               | 51,88    |

Datum: 24. Juli

### 3000 m Hindernis
| Platz | Athlet, Verein                                  | Zeit (min) |
| ----- | ----------------------------------------------- | ---------- |
| 1     | Patriz Ilg (LAC Quelle Fürth)                   | 8:29,67    |
| 2     | Rainer Schwarz (LG Gauting/Stockdorf)           | 8:37,10    |
| 3     | Michael Längler (Dorstener LC)                  | 8:37,52    |
| 4     | Ulrich Parthier (LG Göttingen)                  | 8:44,25    |
| 5     | Axel Diedrich (VfL Wolfsburg)                   | 8:44,33    |
| 6     | Carlo Seck (TV Gelnhausen)                      | 8:45,43    |
| 7     | Manfred Schoeneberg (LG Ahlen-Hamm)             | 8:47,28    |
| 8     | Heinrich Knörzer (LAV Bayer Uerdingen/Dormagen) | 8:50,83    |

Datum: 24. Juli

### 4 × 100 m Staffel
| Platz | Verein, Besetzung                                                                             | Zeit (s) |
| ----- | --------------------------------------------------------------------------------------------- | -------- |
| 1     | SV Salamander Kornwestheim I (Herbert Mutschler, Bernd Sattler, Peter Klein, Dieter Gebhard)  | 39,33    |
| 2     | LAC Quelle Fürth (Christian Zirkelbach, Christian Haas, Rainer Heckmann, Richard Luxenburger) | 39,48    |
| 3     | TV Wattenscheid 01 (Werner Bastians, Werner Zaske, Fritz Heer, Michael Schmidtmeier)          | 39,53    |
| 4     | SV Union Groß-Ilsede (Bernd Rebischke, Uwe Wegner, Matthias Kretschmann, Erwin Skamrahl)      | 40,47    |
| 5     | LG Bayer Leverkusen (Lehner, Franz-Peter Hofmeister, Daniel Schlotterbeck, Achim Piasetzki)   | 40,48    |
| 6     | SV Salamander Kornwestheim II (Jürgen Koffler, Jürgen Evers, Markus Klameth, Jürgen Schoch)   | 40,59    |
| 7     | Post-SV Hannover (Dietmar Schulte, Bernd Goldstein, Karl-Heinz Hotfiel, Rolf Tauche)          | 40,85    |
| 8     | MTG Mannheim (Klaus Ültzhöfer, Andreas Rizzi, Werner, Manfred Brunnengräber)                  | 41,41    |

Datum: 24. Juli

### 4 × 400 m Staffel
| Platz | Verein, Besetzung                                                                            | Zeit (min) |
| ----- | -------------------------------------------------------------------------------------------- | ---------- |
| 1     | OSC Thier Dortmund (Mark Henrich, Jörg Vaihinger, Thomas Wilking, Hartmut Weber)             | 3:05,45    |
| 2     | LG Bayer Leverkusen I (Christoph Trappe, Wolfgang Richter, Bernd Herrmann, Joachim Rabstein) | 3:06,15    |
| 3     | VfL Sindelfingen (Uwe Fegert, Karl-Werner Dönges, Michael Friese, Martin Weppler)            | 3:06,25    |
| 4     | MTV Ingolstadt (Hans Egger, Peter Rauh, Hans Lang, Hans-Peter Ferner)                        | 3:10,21    |
| 5     | LG Bayer Leverkusen II (H.-J. Haas, Edelbert Parr, Axel Salander, Thiel)                     | 3:10,54    |
| 6     | ASV Köln (Mario Harnack, Karsten, von Höngen, Schneider)                                     | 3:11,19    |
| 7     | LG Süd Berlin (Edgar Nakladal, Lutz Todtenhausen, Martin Szafranski, Ralf Höhle)             | 3:11,34    |
| 8     | MTG Mannheim (Norbert Weiß, Thomas Rizzi, Werner, Andreas Rizzi)                             | 3:11,71    |

Datum: 25. Juli

### 4 × 800 m Staffel
| Platz | Verein, Besetzung                                                                        | Zeit (min) |
| ----- | ---------------------------------------------------------------------------------------- | ---------- |
| 1     | VfB Stuttgart (Thomas Trautwein, Herbert Wursthorn, Matthias Assmann, Hans Allmandinger) | 7:18,39    |
| 2     | MTV Ingolstadt I (Hans Lang, Herbert Stark, Armin Steller, Hans-Peter Ferner)            | 7:18,43    |
| 3     | TB Emmendingen (Harald Olbrich, Ulrich Hildebrand, Reinhard Aechtle, Ulrich Karck)       | 7:18,80    |
| 4     | TV Wattenscheid 01 (Zientek, Winkler, Michael Damberg, Willi Wülbeck)                    | 7:21,59    |
| 5     | LG Bayer Leverkusen (Rüdiger Möhler, Michael Renno, Jürgen Thiel, Armin Schmidtke)       | 7:25,41    |
| 6     | OSC Thier Dortmund (Hartmut Weber, Jörg Vaihinger, Mark Henrich, Thomas Wilking)         | 7:31,65    |
| 7     | ASV Köln (Mario Harnack, Karsten, von Höngen, Schneider)                                 | 7:33,10    |
| 8     | MTV Ingolstadt II (Thomas Lohr, Thomas Flohr, Gerhard Köbe, Thomas von Grossmann)        | 7:33,52    |

Datum: 31. Juli
fand in Heidenheim im Rahmen der Deutschen Jugendmeisterschaften statt

### 4 × 1500 m Staffel
| Platz | Verein, Besetzung                                                                      | Zeit (min) |
| ----- | -------------------------------------------------------------------------------------- | ---------- |
| 1     | LG Bayer Leverkusen I (Dieter Riebe, Paul-Heinz Wellmann, Karl Fleschen, Harald Hudak) | 15:14,12   |
| 2     | VfL Wolfsburg (Uwe Baunack, Volker Becker, Axel Diedrich, Uwe Becker)                  | 15:25,66   |
| 3     | LG Göttingen (Torsten Tiller, Ulrich Parthier, Bernd Wojtyna, Peter Heine)             | 15:28,45   |
| 4     | ASV Köln (Baur, Jaroschek, Henning von Papen, Dr. Thomas Wessinghage)                  | 15:30,91   |
| 5     | LG Bayer Leverkusen II (Peter Belger, Irle, Peter Decker, Maximilian Meichsner)        | 15:35,71   |
| 6     | LG Jägermeister Bonn-Troisdorf (Ralf Stewing, Schmitz, Flier, Bernhard Gatzke)         | 15:37,17   |
| 7     | TSV Saulgau (Gerhard Lindner, Thomas Ganal, Thomas Hagel, Egon Ihle)                   | 15:39,60   |
| 8     | LAV Bayer Uerdingen/Dormagen (Falk, Fischer, Marxen, Dübbert)                          | 15:41,58   |

Datum: 31. Juli
fand in Heidenheim im Rahmen der Deutschen Jugendmeisterschaften statt

### 20-km-Gehen
| Platz | Athlet, Verein                         | Zeit (h) |
| ----- | -------------------------------------- | -------- |
| 1     | Alfons Schwarz (LAC Quelle Fürth)      | 1:26:03  |
| 2     | Franz-Josef Weber (SV Kyllburg)        | 1:28:14  |
| 3     | Karl Degener (VfL Wolfsburg)           | 1:29:06  |
| 4     | Wolfgang Wiedemann (LAC Quelle Fürth)  | 1:30:12  |
| 5     | Jürgen Kauer (Eintracht Bad Kreuznach) | 1:30:42  |
| 6     | Klaus Schäfer (SV Otterberg)           | 1:31:37  |
| 7     | Fritz Helms (Meiendorfer SV)           | 1:32:03  |
| 8     | Hans Michalski (Eintracht Frankfurt)   | 1:32:17  |

Datum: 24. Juli

### 20-km-Gehen, Mannschaftswertung
| Platz | Verein, Besetzung                                                            | Zeit (h) |
| ----- | ---------------------------------------------------------------------------- | -------- |
| 1     | LAC Quelle Fürth I (Alfons Schwarz, Wolfgang Wiedemann, Michael Holder)      | 4:28:50  |
| 2     | VfL Wolfsburg (Karl Degener, Jürgen Meyer, Uwe Jakob)                        | 4:36:11  |
| 3     | LAC Quelle Fürth II (Horst-Joachim Matern, Herbert Jeschke, Wolfgang Werner) | 4:48:31  |
| 4     | SV 09 Otterberg (Klaus Schäfer, Thomas Hensel, Wolfgang Neumüller)           | 4:49:00  |
| 5     | Meiendorfer SV (Fritz Helms, Norden, Braun)                                  | 4:51:25  |
| 6     | Post SV Bremen (Detlef Heitmann, Jürgen Hold, Lüdtke)                        | 4:52:55  |
| 7     | Eintracht Frankfurt (Hans Michalski, Helmut Teutsch, Uwe Munzert)            | 5:00:56  |
| 8     | SpVgg Fichte Bielefeld (Vucans, Klatt, Pempelforth)                          | 5:00:59  |

Datum: 24. Juli

### 50-km-Gehen
| Platz | Athlet, Verein                         | Zeit (h) |
| ----- | -------------------------------------- | -------- |
| 1     | Karl Degener (VfL Wolfsburg)           | 4:05:36  |
| 2     | Jürgen Meyer (VfL Wolfsburg)           | 4:13:12  |
| 3     | Walter Schwoche (Eintracht Hildesheim) | 4:13:12  |
| 4     | Jürgen Kauer (Eintracht Bad Kreuznach) | 4:15:11  |
| 5     | Fritz Helms (Meiendorfer SV)           | 4:19:30  |
| 6     | Hans Michalski (Eintracht Frankfurt)   | 4:24:22  |
| 7     | Hans-Joachim Kloppe (LG Göttingen)     | 4:28:16  |
| 8     | Alois Bschor (SC Donauwörth)           | 4:29:56  |

Datum: 3. Oktober
fand in Ahlen statt

### 50-km-Gehen, Mannschaftswertung
| Platz | Verein, Besetzung                                                 | Zeit (h) |
| ----- | ----------------------------------------------------------------- | -------- |
| 1     | VfL Wolfsburg (Karl Degener, Jürgen Meyer, Michael Ritter)        | 12:54:54 |
| 2     | Meiendorfer SV (Fritz Helms, Braum, Thomas Hansen)                | 13:39:17 |
| 3     | Eintracht Frankfurt (Hans Michalski, Uwe Munzert, Helmut Teutsch) | 14:01:25 |
| 4     | LG Göttingen (Hans-Joachim Kloppe, G. Müller, Ahnert)             | 14:17:58 |
| 5     | TV Kaufbeuren (Herbert Klaus, Günter Thomas, Karl-Heinz Adam)     | 14:30:14 |

Datum: 3. Oktober
fand in Ahlen statt
nur 5 Teams in der Wertung

### Hochsprung
| Platz | Athlet, Verein                          | Höhe (m) |
| ----- | --------------------------------------- | -------- |
| 1     | Dietmar Mögenburg (LG Bayer Leverkusen) | 2,27     |
| 2     | Gerd Nagel (LG Frankfurt)               | 2,24     |
| 3     | Andre Schneider (TV Wattenscheid 01)    | 2,24     |
| 4     | Paul Frommeyer (LG Ratio Münster)       | 2,24     |
| 5     | Carlo Thränhardt (ASV Köln)             | 2,21     |
| 6     | Andreas Surbeck (VfL Sindelfingen)      | 2,21     |
| 7     | Wolfgang Neuhoff (LG Ahlen-Hamm)        | 2,18     |
| 8     | Holger Marten (Werder Bremen)           | 2,18     |

Datum: 25. Juli

### Stabhochsprung
| Platz | Athlet, Verein                                  | Höhe (m) |
| ----- | ----------------------------------------------- | -------- |
| 1     | Günther Lohre (SV Salamander Kornwestheim)      | 5,65 DR  |
| 2     | Jürgen Winkler (LG Jägermeister Bonn-Troisdorf) | 5,50000  |
| 3     | Detlef de Raad (TV Wattenscheid 01)             | 5,35000  |
| 4     | Gerhard Schmidt (VT Zweibrücken)                | 5,35000  |
| 5     | Dietmar Wesp (VfL Sindelfingen)                 | 5,25000  |
| 6     | Werner Penk (TV Wattenscheid 01)                | 5,15000  |
| 7     | Ulf Dressler (TV Heppenheim)                    | 5,10000  |
| 8     | Bogdan Markowski (VfL Sindelfingen)             | 5,00000  |

Datum: 25. Juli
Günther Lohre verbesserte hier seinen eigenen deutschen Rekord auf 5,65 Meter.

### Weitsprung
| Platz | Athlet, Verein                                | Weite (m) |
| ----- | --------------------------------------------- | --------- |
| 1     | Jörg Klocke (TV Wattenscheid 01)              | 8,09      |
| 2     | Jürgen Hingsen (LAV Bayer Uerdingen/Dormagen) | 8,04      |
| 3     | Jens Knipphals (VfL Wolfsburg)                | 7,92      |
| 4     | Joachim Busse (ASV Köln)                      | 7,85      |
| 5     | Dr. Hans Schicker (LG Stiftland)              | 7,66      |
| 6     | Joakim Assenmacher (USC Mainz)                | 7,62      |
| 7     | Jürgen Wörner (TB Bad Cannstatt)              | 7,58      |
| 8     | Rainer Sonnenburg (Hamburger SV)              | 7,52      |

Datum: 25. Juli

### Dreisprung
| Platz | Athlet, Verein                                   | Weite (m) |
| ----- | ------------------------------------------------ | --------- |
| 1     | Douglas Henderson (Eintracht Frankfurt)          | 16,48     |
| 2     | Wolfgang Kolmsee (LAC Quelle Fürth)              | 16,47     |
| 3     | Peter Bouschen (LG Düsseldorf/Neuss)             | 16,21     |
| 4     | Klaus Kübler (SV Salamander Kornwestheim)        | 16,12     |
| 5     | Dieter Eckert (USC Mainz)                        | 15,63     |
| 6     | Wolfgang Knabe (BLK Bersenbrück)                 | 15,61     |
| 7     | Wolfgang Zinser (TSV Aitrach)                    | 15,61     |
| 8     | Konrad Asenkerschbaumer (SV Gendorf Burgkirchen) | 15,49     |

Datum: 25. Juli

### Kugelstoßen
| Platz | Athlet, Verein                                      | Weite (m) |
| ----- | --------------------------------------------------- | --------- |
| 1     | Udo Gelhausen (LG Bayer Leverkusen)                 | 19,50     |
| 2     | Andreas Beirowski (LG Bayer Leverkusen)             | 18,56     |
| 3     | Ferdinand Schladen (LG Jägermeister Bonn-Troisdorf) | 18,54     |
| 4     | Claus-Dieter Föhrenbach (USC Heidelberg)            | 18,38     |
| 5     | Josef Forst (TV Wattenscheid 01)                    | 18,03     |
| 6     | Peter Kassubek (LAV Bayer Uerdingen/Dormagen)       | 17,62     |
| 7     | Bernd Seel (SV Salamander Kornwestheim)             | 17,40     |
| 8     | Peter Salzer (MTV Stuttgart)                        | 17,40     |

Datum: 25. Juli

### Diskuswurf
| Platz | Athlet, Verein                      | Weite (m) |
| ----- | ----------------------------------- | --------- |
| 1     | Alwin Wagner (USC Mainz)            | 63,86     |
| 2     | Werner Hartmann (VfL Buchloe)       | 62,72     |
| 3     | Rolf Danneberg (LG Wedel-Pinneberg) | 61,70     |
| 4     | Hein-Direck Neu (USC Mainz)         | 59,00     |
| 5     | Bernhard Fischer (LG Staufen)       | 58,30     |
| 6     | Alois Hannecker (USC München)       | 56,08     |
| 7     | Jürgen Riese (LG Frankfurt)         | 54,92     |
| 8     | Hubert Berger (TSV Schwabmünchen)   | 54,56     |

Datum: 24. Juli

### Hammerwurf
| Platz | Athlet, Verein                          | Weite (m) |
| ----- | --------------------------------------- | --------- |
| 1     | Klaus Ploghaus (ASC Darmstadt)          | 76,26     |
| 2     | Jörg Schaefer (TV Wattenscheid 01)      | 75,30     |
| 3     | Christoph Sahner (LG Saar 70)           | 73,14     |
| 4     | Wolfgang Heinrich (LAC Quelle Fürth)    | 73,04     |
| 5     | Manfred Hüning (LAZ bellanett Rhede)    | 72,42     |
| 6     | Marc Odenthal (LG Bayer Leverkusen)     | 71,52     |
| 7     | Helmut Dollheimer (LG Bayer Leverkusen) | 68,76     |
| 8     | Karl-Heinz Müller (LG Frankfurt)        | 68,36     |

Datum: 25. Juli

### Speerwurf
| Platz | Athlet, Verein                          | Weite (m) |
| ----- | --------------------------------------- | --------- |
| 1     | Klaus Tafelmeier (LG Bayer Leverkusen)  | 85,56     |
| 2     | Helmut Schreiber (USC Heidelberg)       | 80,22     |
| 3     | Karl-Heinz Janneck (TV Wattenscheid 01) | 79,52     |
| 4     | Wolfram Gambke (LG Wedel-Pinneberg)     | 78,34     |
| 5     | Josef Strehle (USC Heidelberg)          | 74,24     |
| 6     | Josef Schaffarzik (LAC Quelle Fürth)    | 72,92     |
| 7     | Otmar Strattner (LAC Quelle Fürth)      | 72,78     |
| 8     | Uwe Lampe (Eintracht Frankfurt)         | 71,38     |

Datum: 25. Juli

### Zehnkampf,1965er Wertung
| Platz | Athlet, Verein                                | P – offiz. Wert. | P – 85er Wert. |
| ----- | --------------------------------------------- | ---------------- | -------------- |
| 1     | Jürgen Hingsen (LAV Bayer Uerdingen/Dormagen) | 8723             | 8741           |
| 2     | Siegfried Wentz (USC Mainz)                   | 8225000          | 8215           |
| 3     | Guido Kratschmer (USC Mainz)                  | 8215000          | 8194           |
| 4     | Herbert Peter (TSV 1860 München)              | 8078000          | 8048           |
| 5     | Holger Schmidt (USC Mainz)                    | 8024000          | 7994           |
| 6     | Jens Schulze (USC Mainz)                      | 7907000          | 7832           |
| 7     | Fritz Mehl (MTG Mannheim)                     | 7855000          | 7795           |
| 8     | Rainer Sonnenburg (Hamburger SV)              | 7604000          | 7459           |

Datum: 14./15. August
fand im Ulmer Donaustadion statt
Jürgen Hingsen stellte mit 8723 Punkten einen neuen  Weltrekord auf.

### Zehnkampf,1965er Wertung, Mannschaftswertung
| Platz | Verein, Besetzung                                                | Leistung (Pkte) |
| ----- | ---------------------------------------------------------------- | --------------- |
| 1     | USC Mainz (Siegfried Wentz, Guido Kratschmer, Holger Schmidt)    | 24.464 DRV      |
| 2     | TSV 1860 München (Herbert Peter, Jörg Lorenz, Franz Mayr)        | 22,6500000      |
| 3     | SCC Berlin (Karim Belkora, Andreas Zylka, Lutz Quil)             | 21.2450000      |
| 4     | LG Jägermeister Bonn-Troisdorf (Prangenberg, Knipper, Altmann)   | 21.1400000      |
| 5     | LG Höchberg/Würzburg (Horst Ebert, Schmitt, Eberhard Spanheimer) | 20.4640000      |
| 6     | LG Staufen (Wolfgang Jans, Ulrich Hundertmark, Joachim Rehbeck)  | 19.2740000      |

Datum: 14./15. August
fand im Ulmer Donaustadion statt
Mit 24.464 Punkten – 1965er Wertung – stellten die Athleten des USC Mainz einen neuen Deutschen Vereinsrekord auf.
Es kamen nur 6 Teams in die Wertung.

### CrosslaufMittelstrecke –3,2 km
| Platz | Athlet, Verein                           | Zeit (min) |
| ----- | ---------------------------------------- | ---------- |
| 1     | Uwe Mönkemeyer (TV Stadtoldendorf)       | 8:23,0     |
| 2     | Dr. Thomas Wessinghage (ASV Köln)        | 8:24,8     |
| 3     | Paul Nothacker (TSV Calw)                | 8:25,7     |
| 4     | Andreas Baranski (LAV Rala Ludwigshafen) | 8:31,8     |
| 5     | Hubert Schmieg (TV Bad Mergentheim)      | 8:33,9     |
| 6     | Rudi Hiller (VfL Sindelfingen)           | 8:34,8     |
| 7     | Thomas Koch (LC Paderborn)               | 8:36,1     |
| 8     | Peter Belger (LG Bayer Leverkusen)       | 8:36,9     |

Datum: 27. Februar
fand in Neuss statt

### CrosslaufMittelstrecke –3,2 km, Mannschaftswertung
| Platz | Verein, Besetzung                                                          | Platzziffer |
| ----- | -------------------------------------------------------------------------- | ----------- |
| 1     | VfL Wolfsburg (Uwe Becker, Uwe Baunack, Axel Diedrich)                     | 044         |
| 2     | Rot-Weiß Koblenz (Herbert Stephan, Christian Collisy, Winfried Diederichs) | 056         |
| 3     | LAV Rala Ludwigshafen (Andreas Baranski, Ralf Eckert, Johannes Eisinger)   | 068         |
| 4     | VfL Sindelfingen (Rudi Hiller, Stefan Paul, Hans Peter Droste)             | 077         |
| 5     | LG Andernach-Neuwied (Michael Schäfer, Stephan Karczewski, Michael Nagel)  | 093         |
| 6     | LG Bayer Leverkusen (Peter Belger, Georg Lukas, Irle)                      | 123         |
| 7     | LG Jägermeister Bonn-Troisdorf (Bernhard Gatzke, Flier, Rudolf Brückner)   | 130         |
| 8     | TK Hannover (Jost Wollstein, Asmuth, Bötticher)                            | 131         |

Datum: 27. Februar
fand in Neuss statt

### CrosslaufLangstrecke –10,7 km
| Platz | Athlet, Verein                         | Zeit (min) |
| ----- | -------------------------------------- | ---------- |
| 1     | Ralf Salzmann (LG Eintracht Frankfurt) | 30:22,8    |
| 2     | Christoph Herle (LAC Quelle Fürth)     | 30:30,1    |
| 3     | Hans-Jürgen Orthmann (VfL Wehbach)     | 30:32,3    |
| 4     | Michael Scheytt (VfL Sindelfingen)     | 30:49,4    |
| 5     | Reinhard Leibold (LAC Quelle Fürth)    | 31:02,4    |
| 6     | Michael Spöttel (LG Kreis Verden)      | 31:04,7    |
| 7     | Günter Zahn (LAC Quelle Fürth)         | 31:05,5    |
| 8     | Manfred Schoeneberg (LG Ahlen-Hamm)    | 31:06,5    |

Datum: 27. Februar
fand in Neuss statt

### CrosslaufLangstrecke –10,7 km, Mannschaftswertung
| Platz | Verein, Besetzung                                                                    | Platzziffer |
| ----- | ------------------------------------------------------------------------------------ | ----------- |
| 1     | LAC Quelle Fürth (Christoph Herle, Reinhard Leibold, Günter Zahn)                    | 014         |
| 2     | LG Eintracht Frankfurt (Ralf Salzmann, Jürgen Dächert, Markus Butters)               | 031         |
| 3     | ASC Darmstadt (Robert Freimark, Wolfgang Miko, Falko Will)                           | 082         |
| 4     | SC Vöhringen (Franz Herzgesell, Erwin Nothelfer, Hans-Jürgen Wiest)                  | 098         |
| 5     | LG Kreis Verden (Michael Spöttel, Jürgen Schulze,Luttmann)                           | 102         |
| 6     | LSG Saarbrücken-Sulzbachtal (Michael Karst, Manfred Kölzer, Volker Warschburger)     | 119         |
| 7     | LAV Bayer Uerdingen/Dormagen (Wolfgang Blödow, Bernd Kofferschläger, Manfred Schulz) | 154         |
| 8     | TSG Oberursel (Hans-Werner Pietschmann, Peter Morawski, Uwe Sieber)                  | 158         |

Datum: 27. Februar
fand in Neuss statt

## Meisterschaftsresultate Frauen

### 100 m
| Platz | Athletin, Verein                         | Zeit (s) |
| ----- | ---------------------------------------- | -------- |
| 1     | Resi März, geb. Fischer (MTV Ingolstadt) | 11,58    |
| 2     | Corinna Watschke (TV Wattenscheid 01)    | 11,61    |
| 3     | Ulrike Sommer (LAC Quelle Fürth)         | 11,63    |
| 4     | Michaela Schabinger (MTV Ingolstadt)     | 11,67    |
| 5     | Monika Hirsch (USC Mainz)                | 11,68    |
| 6     | Andrea Bersch (SSC Koblenz-Karthause)    | 11,72    |
| 7     | Christina Sussiek (LG Bayer Leverkusen)  | 11,78    |
| 8     | Sabine Everts (LAV Düsseldorf)           | 11,90    |

Datum: 23. Juli
Wind: −0,2 m/s

### 200 m
| Platz | Athletin, Verein                      | Zeit (s) |
| ----- | ------------------------------------- | -------- |
| 1     | Heike Schmidt (TV Voerde)             | 22,97    |
| 2     | Ute Finger (ASV Köln)                 | 23,16    |
| 3     | Gaby Bußmann (LG Ahlen/Hamm)          | 23,24    |
| 4     | Andrea Bersch (SSC Koblenz-Karthause) | 23,27    |
| 5     | Claudia Steger (LG Bayer Leverkusen)  | 23,44    |
| 6     | Anne Griese (LAV Düsseldorf)          | 23,56    |
| 7     | Michaela Schabinger (MTV Ingolstadt)  | 23,84    |
| 8     | Sabina Beblo (SCC Berlin)             | 23,89    |

Datum: 25. Juli
Wind: +0,7 m/s

### 400 m
| Platz | Athletin, Verein                           | Zeit (s) |
| ----- | ------------------------------------------ | -------- |
| 1     | Gaby Bußmann (LG Ahlen/Hamm)               | 51,48    |
| 2     | Ute Finger (ASV Köln)                      | 52,61    |
| 3     | Claudia Steger (LG Bayer Leverkusen)       | 53,21    |
| 4     | Birgit Vöcking (LG Bayer Leverkusen)       | 53,81    |
| 5     | Christiane Brinkmann (LG Bayer Leverkusen) | 54,17    |
| 6     | Rita Daimer (LAG Mittlere Isar)            | 54,37    |
| 7     | Hilke Brockmann (LG Wesermünde)            | 55,21    |
| 8     | Andrea Decker (TuS Huchting Bremen)        | 55,48    |

Datum: 24. Juli

### 800 m
| Platz | Athletin, Verein                       | Zeit (min) |
| ----- | -------------------------------------- | ---------- |
| 1     | Margrit Klinger (TV Obersuhl)          | 2:01,67    |
| 2     | Simone Büngener (Sport-Union Annen)    | 2:02,75    |
| 3     | Margit Schultheiß (VT Zweibrücken)     | 2:03,82    |
| 4     | Petra Kleinbrahm (LG Bayer Leverkusen) | 2:04,04    |
| 5     | Ursula Heldt (TSV Salzgitter)          | 2:04,07    |
| 6     | Birgit Schmidt (Sport-Union Annen)     | 2:06,53    |
| 7     | Brigitte Brückner (LAC Quelle Fürth)   | 2:08,02    |
| 8     | Raela Schwerdtfeger (LG Nord Berlin)   | 2:09,41    |

Datum: 25. Juli

### 1500 m
| Platz | Athletin, Verein                             | Zeit (min) |
| ----- | -------------------------------------------- | ---------- |
| 1     | Martina Krott (LAV Bayer Uerdingen/Dormagen) | 4:12,53    |
| 2     | Birgit Friedmann (Eintracht Frankfurt)       | 4:12,66    |
| 3     | Brigitte Kraus (ASV Köln)                    | 4:12,99    |
| 4     | Roswitha Gerdes (ASV Köln)                   | 4:13,02    |
| 5     | Elisabeth Franzis (SV Sonsbeck)              | 4:19,74    |
| 6     | Sabine Weiß (LG Bayer Leverkusen)            | 4:19,95    |
| 7     | Steffi Böker (Bielefelder TG)                | 4:20,66    |
| 8     | Ines Deselaers (LAV Düsseldorf)              | 4:20,99    |

Datum: 25. Juli

### 3000 m
| Platz | Athletin, Verein                               | Zeit (min) |
| ----- | ---------------------------------------------- | ---------- |
| 1     | Birgit Friedmann (Eintracht Frankfurt)         | 8:55,91    |
| 2     | Charlotte, geb. Teske-Bernhard (ASC Darmstadt) | 9:04,96    |
| 3     | Elisabeth Franzis (SV Sonsbeck)                | 9:14,10    |
| 4     | Vera Michallek, geb. Steiert (ASV Köln)        | 9:14,94    |
| 5     | Christina Mai (LAV co op Dortmund)             | 9:20,27    |
| 6     | Renate Kieninger (VfL Sindelfingen)            | 9:27,09    |
| 7     | Susanne Bennett (Hamburger SV)                 | 9:29,66    |
| 8     | Heidi Hutterer (TG Landshut)                   | 9:31,25    |

Datum: 23. Juli

### 25-km-Straßenlauf
| Platz | Athletin, Verein                                                 | Zeit (h) |
| ----- | ---------------------------------------------------------------- | -------- |
| 1     | Monika Lövenich, geb. Greschner (LG Jägermeister Bonn-Troisdorf) | 1:28:23  |
| 2     | Marlis Frölich (TV Alsfeld)                                      | 1:30:31  |
| 3     | Gabriela Wolf (LAV co op Dortmund)                               | 1:33:13  |
| 4     | Petra Niklas (LG Jägermeister Bonn-Troisdorf)                    | 1:34:34  |
| 5     | Christel Eilhoff (LAV co op Dortmund)                            | 1:35:35  |
| 6     | Elvira Hofmann (TV Bad Mergentheim)                              | 1:36:14  |
| 7     | Christina Mai (LAV co op Dortmund)                               | 1:36:28  |
| 8     | Bernadette Hudy (LAV co op Dortmund)                             | 1:37:55  |

Datum: 25. September
fand in Wesel statt

### 25-km-Straßenlauf, Mannschaftswertung
| Platz | Verein, Besetzung                                                                             | Zeit (h) |
| ----- | --------------------------------------------------------------------------------------------- | -------- |
| 1     | LG Jägermeister Bonn-Troisdorf (Monika Lövenich – geb. Greschner, Petra Niklas, Regina Dietz) | 4:44:05  |
| 2     | LAV co op Dortmund (Gabriela Wolf, Christel Eilhoff, Christina Mai)                           | 4:45:16  |
| 3     | TV Bad Mergentheim (Elvira Hofmann, Erika Herz, G.Herz)                                       | 5:12:45  |
| 4     | Polizei SV Wuppertal (Eva Oppermann, Margit Oberhoff, Regina Nießer)                          | 5:28:37  |
| 5     | TUSEM Essen (Gisela Neiß, Lilo Kalweit, geb. Marloth, Alexandra Zaparty)                      | 5:33:12  |
| 6     | LG Ingelheim (Hannelore Steidl, Hannelore Schweikhard, Schmitt)                               | 5:36:34  |
| 7     | LG Erlangen (Claudia Dölle, Dagmar Klein, Monika Burkhardt)                                   | 5:47:16  |
| 8     | PSV Grün-Weiß Kassel (Arnold, Franz, Seitz)                                                   | 5:59:49  |

Datum: 25. September
fand in Wesel statt

### Marathon
| Platz | Athletin, Verein                                                 | Zeit (h) |
| ----- | ---------------------------------------------------------------- | -------- |
| 1     | Monika Lövenich, geb. Greschner (LG Jägermeister Bonn-Troisdorf) | 2:42:24  |
| 2     | Gerlinde Püttmann (LAZ Hamm)                                     | 2:43:32  |
| 3     | Heide Brenner (LG Jägermeister Bonn-Troisdorf)                   | 2:43:49  |
| 4     | Heidi Hutterer (TG Landshut)                                     | 2:47:31  |
| 5     | Gabriela Wolf (LAV co op Dortmund)                               | 2:50:42  |
| 6     | Bernadette Hudy (LAV co op Dortmund)                             | 2:52:09  |
| 7     | Monika Kuno (SV Vogt)                                            | 2:55:17  |
| 8     | Heidi Schulte (LAV co op Dortmund)                               | 2:58:45  |

Datum: 17. April
fand in Nürnberg statt

### Marathon, Mannschaftswertung
| Platz | Verein, Besetzung                                                        | Zeit (h) |
| ----- | ------------------------------------------------------------------------ | -------- |
| 1     | LAV co op Dortmund (Gabriela Wolf, Bernadette Hudy, Heide Schulte)       | 08:41:38 |
| 2     | LC Haßloch (Doris Füsser, Heidi Braun, Erika Dreger)                     | 09:45:55 |
| 3     | TUSEM Essen (Gisela Neiß, Lieselotte Bremer, Lilo Kalweit, geb. Marloth) | 09:48:14 |
| 4     | Offenbacher LC (Renate Kinzinger, Heike Fischer, Karola Braun)           | 09:58:44 |
| 5     | LG Kiel (Charlotte Hauke, Gudrun Salomon, Christiane Untiedt)            | 10:03:44 |
| 6     | LGV Marathon Gießen (Helma Kaus, Leni Elbing, Lydia Backes)              | 10:15:16 |
| 7     | LLG Wonnegau Monsheim (Frieda Müller, Gerlinde Wahl, Ingrid Berg)        | 10:27:57 |

Datum: 17. April
fand in Nürnberg statt
nur 7 Mannschaften in der Wertung

### 100 m Hürden
| Platz | Athletin, Verein                                | Zeit (s) |
| ----- | ----------------------------------------------- | -------- |
| 1     | Heike Filsinger (MTG Mannheim)                  | 13,28    |
| 2     | Sabine Everts (LAV Düsseldorf)                  | 13,29    |
| 3     | Christiane Rey (TV Konstanz)                    | 13,46    |
| 4     | Birgit Engel (LG Ameln)                         | 13,54    |
| 5     | Emmy Contier (LC Völklingen)                    | 13,62    |
| 6     | Silvia Kempin, geb. Käwel (LG Bayer Leverkusen) | 13,67    |
| 7     | Edith Oker (LG Bayer Leverkusen)                | 13,81    |
| 8     | Brigitte Gerstenmaier (VfL Eintracht Hagen)     | 13,82    |

Datum: 25. Juli
Wind: +0,2 m/s

### 400 m Hürden
| Platz | Athletin, Verein                                 | Zeit        |
| ----- | ------------------------------------------------ | ----------- |
| 1     | Marlies Gutewort (OSC Berlin)                    | 0057,18 s00 |
| 2     | Mary Wagner (TSV Göggingen)                      | 0057,33 s00 |
| 3     | Erika Weinstein, geb. Götz (LG Bayer Leverkusen) | 0059,13 s00 |
| 4     | Regina Westedt (VfL Wolfsburg)                   | 0059,20 s00 |
| 5     | Angela Wilhelm (LG Nord Berlin)                  | 0059,24 s00 |
| 6     | Gudrun Abt (TSV Genkingen)                       | 0059,59 s00 |
| 7     | Silvia Nagel (LAV Aschaffenburg)                 | 1:00,20 min |
| 8     | Anne Wienands (LG DJK/ESG-PSV Essen)             | 1:00,77 min |

Datum: 25. Juli

### 4 × 100 m Staffel
| Platz | Verein, Besetzung                                                                             | Zeit (s) |
| ----- | --------------------------------------------------------------------------------------------- | -------- |
| 1     | LAV Düsseldorf (Marita Feller, Anne Griese, Sabine Everts, Heike vom Wege)                    | 44,96    |
| 2     | OSC Thier Dortmund (Sabine Klösters, Elke Vollmer, Andrea Niggemann, Mirjam-Astrid Erle)      | 45,03    |
| 3     | LG Bayer Leverkusen (Edith Oker, Claudia Steger, Bianca Betz, Christina Sussiek)              | 45,39    |
| 4     | LG Ahlen/Hamm (Karin Antretter – geb. Hänel, Gaby Bußmann, Andrea Hannemann, Mechthild Kluth) | 45,63    |
| 5     | VfL Sindelfingen (Antje Diel, Kirstin Hapa, Annette Bürkle, Angelika Locher)                  | 45,80    |
| 6     | MTV Ingolstadt (Monika Nagel, Michaela Schabinger, Resi März – geb. Fischer, Gudrun Zott)     | 45,95    |
| DNF   | LAC Quelle Fürth (Doris Gutewort, Ulrike Sommer, Barbara Kellner, Angelika Lonzer)            |          |
| DNS   | SSC Koblenz-Karthause (Sabine Többen, Andrea Schmengler, Andrea Bersch, Heike Leonhard)       |          |

Datum: 24. Juli

### 4 × 400 m Staffel
| Platz | Verein, Besetzung                                                                                   | Zeit (min) |
| ----- | --------------------------------------------------------------------------------------------------- | ---------- |
| 1     | LG Bayer Leverkusen I (Elke Decker, Birgit Vöcking, Claudia Steger, Christiane Brinkmann)           | 3:36,35    |
| 2     | LAV Düsseldorf (Anne Griese, Ute Eich, Marita Feller, Sabine Everts)                                | 3:39,70    |
| 3     | LG Bayer Leverkusen II (Iris Künstner, Erika Weinstein – geb. Götz, Susanne Meiß, Petra Kleinbrahm) | 3:40,22    |
| 4     | LAG Mittlere Isar (Fischer, Angela Kommeter, Rosi Sachsenhauser, Rita Daimer)                       | 3:40,84    |
| 5     | LG Nord Berlin (Cornelia Bahls, Angela Wilhelm, Raela Schwerdtfeger, Ines Conradi)                  | 3:44,05    |
| 6     | LG Bayer Leverkusen III (Erika Wüst, Anke Bätjer, Sichelschmidt, Silke Rasch)                       | 3:44,13    |
| 7     | Karlsruher SC (Leimeister, Annette Habermehl, Groß, Würzburger)                                     | 3:45,53    |
| 8     | TV Gelnhausen (Dorothe Eifler, Ute Lix, Eva-Maria Fleckenstein, Karin Lix)                          | 3:57,29    |

Datum: 25. Juli

### 3 × 800 m Staffel
| Platz | Verein, Besetzung                                                               | Zeit (min) |
| ----- | ------------------------------------------------------------------------------- | ---------- |
| 1     | Sport-Union Annen (Bettina Büngener, Birgit Schmidt, Simone Büngener)           | 6:19,38    |
| 2     | LG Bayer Leverkusen (Karin Sichelschmidt, Sabine Weiß, Petra Kleinbrahm)        | 6:20,83    |
| 3     | ASV Köln (Birgit Petersen, Christiane Peters, Roswitha Gerdes)                  | 6:21,54    |
| 4     | LAV Düsseldorf (Ide, Sabine Everts, Ines Deselaers)                             | 6:25,09    |
| 5     | LAC Quelle Fürth (Ute Reitmeier, Helma Lindner – geb. Weigt, Brigitte Brückner) | 6:33,63    |
| 6     | LG Göttingen (Sabine Nolte, Christiane Finke, Almuth Potschka)                  | 6:35,86    |
| 7     | Bielefelder TG (Ingrid Henseler, Steffi Böker, Deuker)                          | 6:36,85    |
| 8     | LAV co op Dortmund (Pieper, Brigitte Pauls, Christina Mai)                      | 6:37,73    |

Datum: 31. Juli
fand in Heidenheim im Rahmen der Deutschen Jugendmeisterschaften statt

### 5 km Gehen
| Platz | Athletin, Verein                                     | Zeit (min) |
| ----- | ---------------------------------------------------- | ---------- |
| 1     | Monika Wassel, geb. Glöckler (Post-SV Jahn Freiburg) | 25:04      |
| 2     | Ingrid Adam (LAV Düsseldorf)                         | 25:33      |
| 3     | Regine Broders (LG Kiel)                             | 25:52      |
| 4     | Brigitte Buck (FC Langenau)                          | 26:14      |
| 5     | Margot Ehrenberger (LG Kraichgau)                    | 26:31      |
| 6     | Silvia Schmider (TV Biberach)                        | 26:39      |
| 7     | Olga Meyer (VfL Uetze)                               | 26:41      |
| 8     | Jutta Schwoche (Eintracht Hildesheim)                | 27:12      |

Datum: 3. Oktober
fand in Ahlen statt

### 5 km Gehen, Mannschaftswertung
| Platz | Verein, Besetzung                                                                 | Zeit (h) |
| ----- | --------------------------------------------------------------------------------- | -------- |
| 1     | Post-SV Jahn Freiburg (Monika Wassel – geb. Glöckler, Endris, Luxemburger)        | 1:23:30  |
| 2     | LG Mainburg-Niederaichbach (Renate Warz, Brigitte Aigner, Rosemarie Hühmer)       | 1:24:17  |
| 3     | ATS Cuxhaven (Peggy Behring, Brunhilde Schmakies, Könitz)                         | 1:24:36  |
| 4     | TV Biberach (Silvia Schmider, Christine Riedel, Angelika Schmider)                | 1:25:42  |
| 5     | Viermärker Waldlauf Gemeinschaft (Adelheid Zschieschang, Margot Jessat, Coesfeld) | 1:28:40  |
| 6     | MTV Braunschweig (Kutze, Gille, Hartmann)                                         | 1:28:54  |
| 7     | Turnerbund Gaggenau (Gerda Kruse, Rosita Trust, Monika Trust)                     | 1:29:56  |

Datum: 3. Oktober
fand in Ahlen statt
nur 7 Mannschaften in der Wertung

### Hochsprung
| Platz | Athletin, Verein                         | Höhe (m) |
| ----- | ---------------------------------------- | -------- |
| 1     | Ulrike Meyfarth (LG Bayer Leverkusen)    | 2,00 BR  |
| 2     | Petra Wziontek (ASV Köln)                | 1,90000  |
| 3     | Brigitte Holzapfel (LG Bayer Leverkusen) | 1,90000  |
| 4     | Anne Heitmann (LG Wedel-Pinneberg)       | 1,87000  |
| 5     | Birgit Dressel (USC Mainz)               | 1,87000  |
| 6     | Iris Künstner (LG Bayer Leverkusen)      | 1,84000  |
| 7     | Cornelia Sulek (LAC Quelle Fürth)        | 1,84000  |
| 8     | Andrea Breder (SV Saar 05 Saarbrücken)   | 1,84000  |

Datum: 25. Juli
Ulrike Meyfarth meisterte als erste bundesdeutsche Hochspringerin die 2-Meter-Marke und stellte damit einen neuen DLV-Rekord auf. In Athen wurde sie anschließend Europameisterin.

### Weitsprung
| Platz | Athletin, Verein                                 | Weite (m) |
| ----- | ------------------------------------------------ | --------- |
| 1     | Sabine Everts (LAV Düsseldorf)                   | 6,73      |
| 2     | Karin Antretter, geb. Hänel (LG Ahlen/Hamm)      | 6,57      |
| 3     | Heike Schmidt (TV Voerde)                        | 6,48      |
| 4     | Anke Weigt (LG Bayer Leverkusen)                 | 6,37      |
| 5     | Heike Filsinger (MTG Mannheim)                   | 6,37      |
| 6     | Andrea Breder (SV Saar 05 Saarbrücken)           | 6,32      |
| 7     | Sabine Staub (SSV Ettlingen)                     | 6,29      |
| 8     | Jasmin Feige, geb. Fischer (LG Bayer Leverkusen) | 6,29      |

Datum: 24. Juli

### Kugelstoßen
| Platz | Athletin, Verein                      | Weite (m) |
| ----- | ------------------------------------- | --------- |
| 1     | Claudia Losch (LG Bayer Leverkusen)   | 18,06     |
| 2     | Mechthild Schönleber (ASV Köln)       | 17,42     |
| 3     | Jutta Weide (VfL Sindelfingen)        | 17,04     |
| 4     | Birgit Petsch (LG Bayer Leverkusen)   | 16,74     |
| 5     | Veronika Czorny (LG Frankfurt)        | 16,41     |
| 6     | Ursula Krause (OSC Thier Dortmund)    | 15,82     |
| 7     | Gabriele Krause (LAV Hamburg-Nord)    | 15,20     |
| 8     | Andrea Röddecke (LG Bayer Leverkusen) | 15,07     |

Datum: 25. Juli

### Diskuswurf
| Platz | Athletin, Verein                      | Weite (m) |
| ----- | ------------------------------------- | --------- |
| 1     | Ingra Manecke (LAC Quelle Fürth)      | 59,28     |
| 2     | Doris Gutewort (LAC Quelle Fürth)     | 57,78     |
| 3     | Andrea Röddecke (LG Bayer Leverkusen) | 57,18     |
| 4     | Barbara Beuge (OSC Berlin)            | 64,98     |
| 5     | Dagmar Galler (LG Bayer Leverkusen)   | 52,52     |
| 6     | Birgit Petsch (LG Bayer Leverkusen)   | 50,78     |
| 7     | Doris Franke (LAZ bellanett Rhede)    | 49,28     |
| 8     | Mechthild Schönleber (ASV Köln)       | 49,14     |

Datum: 24. Juli

### Speerwurf
| Platz | Athletin, Verein                     | Weite (m) |
| ----- | ------------------------------------ | --------- |
| 1     | Ingrid Thyssen (LG Bayer Leverkusen) | 63,76     |
| 2     | Eva Helmschmidt (LG Kappelberg)      | 59,34     |
| 3     | Beate Peters (OSC Thier Dortmund)    | 54,14     |
| 4     | Constanze Zahn (LG Bayer Leverkusen) | 54,00     |
| 5     | Gusti Höss (LG Neusäß-Augsburg)      | 52,90     |
| 6     | Manuela Alizadeh (LG Kappelberg)     | 52,72     |
| 7     | Heide Adametz (LG Eckental)          | 52,40     |
| 8     | Monika Fuchs (LG Eckental)           | 49,64     |

Datum: 24. Juli

### Siebenkampf
| Platz | Athletin, Verein                      | Leistung (Pkte) |
| ----- | ------------------------------------- | --------------- |
| 1     | Sabine Everts (LAV Düsseldorf)        | 6351            |
| 2     | Cornelia Sulek (LAC Quelle Fürth)     | 5973            |
| 3     | Birgit Dressel (USC Mainz)            | 5938            |
| 4     | Monika Krolkiewicz (LAC Quelle Fürth) | 5781            |
| 5     | Angelika Holder (VfL Kirchheim/Teck)  | 5497            |
| 6     | Angelika Lonzer (LAC Quelle Fürth)    | 5409            |
| 7     | Gusti Höss (LG Neusäß-Augsburg)       | 5292            |
| 8     | Susanne Leimeister (USC Mainz)        | 5273            |

Datum: 14./15. August
fand im Ulmer Donaustadion statt

### Siebenkampf, Mannschaftswertung
| Platz | Verein, Besetzung                                                      | Leistung (Pkte) |
| ----- | ---------------------------------------------------------------------- | --------------- |
| 1     | LAV Düsseldorf (Sabine Everts, Marita Feller, Christa Mühlemeyer)      | 17.478          |
| 2     | LAC Quelle Fürth (Cornelia Sulek, Monika Krolkiewicz, Angelika Lonzer) | 17.163          |
| 3     | USC Mainz (Birgit Dressel, Susanne Leimeister, Monika Stahl)           | 16.344          |
| 4     | FC Schalke 04 (Marquardt, Angelika Wedwing, Richter)                   | 15.572          |
| 5     | USC München (Helga Nusko, Kirsten Peter, Karin Ertl – geb. Specht)     | 15.417          |
| 6     | LG Frankfurt (Brigitte Mandel, Barbara Schlosser, Karin Fredebold)     | 15.060          |

Datum: 14./15. August
fand im Ulmer Donaustadion statt
nur 6 Teams in der Wertung

### CrosslaufMittelstrecke –2,3 km
| Platz | Athletin, Verein                             | Zeit (min) |
| ----- | -------------------------------------------- | ---------- |
| 1     | Brigitte Kraus (ASV Köln)                    | 7:08,1     |
| 2     | Vera Michallek, geb. Steiert (ASV Köln)      | 7:12,8     |
| 3     | Birgit Petersen (ASV Köln)                   | 7:17,4     |
| 4     | Ursula Heldt (TSV Salzgitter)                | 7:28,2     |
| 5     | Brigitte Brückner (LAC Quelle Fürth)         | 7:29,4     |
| 6     | Helma Lindner, geb. Weigt (LAC Quelle Fürth) | 7:30,2     |
| 7     | Sabine Weiß (LG Bayer Leverkusen)            | 7:32,2     |
| 8     | Ulrike Brunner (TK Hannover)                 | 7:41,1     |

Datum: 27. Februar
fand in Neuss statt

### CrosslaufMittelstrecke –2,3 km, Mannschaftswertung
| Platz | Verein, Besetzung                                                               | Platzziffer |
| ----- | ------------------------------------------------------------------------------- | ----------- |
| 1     | ASV Köln (Brigitte Kraus, Vera Michallek – geb. Steiert, Birgit Petersen)       | 06          |
| 2     | LAC Quelle Fürth (Brigitte Brückner, Helma Lindner – geb. Weigt, Ute Reitmeier) | 34          |
| 3     | LG Bayer Leverkusen (Sabine Weiß, Körfer, Lungerich)                            | 40          |
| 4     | LSG Aalen (Susanne Christ, Traudel Scherer – geb. Christ, Irmgard Bader)        | 43          |
| 5     | Alemannia Aachen (Güdden, Heyer, Braun)                                         | 55          |
| 6     | LG Nord Berlin (Angela Wilhelm, Silvia Wilhelm, Raela Schwerdtfeger)            | ?           |
| 7     | TK Hannover (Ulrike Brunner, Braumann, Lehmann)                                 | 74          |
| 8     | OSC Berlin (Renate Güttler, Kerstin Preßler, Delia Mitschkowski)                | 94          |

Datum: 27. Februar
fand in Neuss statt

### CrosslaufLangstrecke –6,5 km
| Platz | Athletin, Verein                                                 | Zeit (min) |
| ----- | ---------------------------------------------------------------- | ---------- |
| 1     | Charlotte Teske, geb. Bernhard (ASC Darmstadt)                   | 20:44,0    |
| 2     | Monika Lövenich, geb. Greschner (LG Jägermeister Bonn-Troisdorf) | 21:01,4    |
| 3     | Mathilde Heuing (LG Gütersloh)                                   | 21:45,8    |
| 4     | Heidi Hutterer (TG Landshut)                                     | 21:57,9    |
| 5     | Angelika Stephan (LG Kassel-Baunatal)                            | 22:00,9    |
| 6     | Monika Schäfer (LC Mengerskirchen)                               | 22:10,0    |
| 7     | Gerlinde Püttmann (LAZ Hamm)                                     | 22:17,8    |
| 8     | Susanne Bennett (Hamburger SV)                                   | 22:25,8    |

Datum: 27. Februar
fand in Neuss statt

### CrosslaufLangstrecke –6,5 km, Mannschaftswertung
| Platz | Verein, Besetzung                                                                              | Platzziffer |
| ----- | ---------------------------------------------------------------------------------------------- | ----------- |
| 1     | ASC Darmstadt I (Charlotte Teske – geb. Bernhard, Barbara Will, Barbara Rehmet)                | 029         |
| 2     | LG Jägermeister Bonn-Troisdorf (Monika Lövenich – geb. Greschner, Heide Brenner, Regina Dietz) | 030         |
| 3     | VfL Wolfsburg (Liane Winter, Brigitte Jordan, Tinat)                                           | 087         |
| 4     | LAF Merchweiler (Remark, Böhm, Hertel)                                                         | 092         |
| 5     | ASC Darmstadt II (Gabel, Döge, H. Schmidt)                                                     | 098         |
| 6     | LG DJK Düsseldorf/Neuss (Thurn, Rintelen, Parnow)                                              | 104         |
| 7     | Polizei SV Wuppertal (Eva Oppermann, Regina Nießer, Dagmar Wefers)                             | 105         |
| 8     | LG Kiel (Gudrun Salomon, Hansen, Untiedt)                                                      | 115         |

Datum: 27. Februar
fand in Neuss statt